# Hal C. Kern
Pour les articles homonymes, voir Kern.

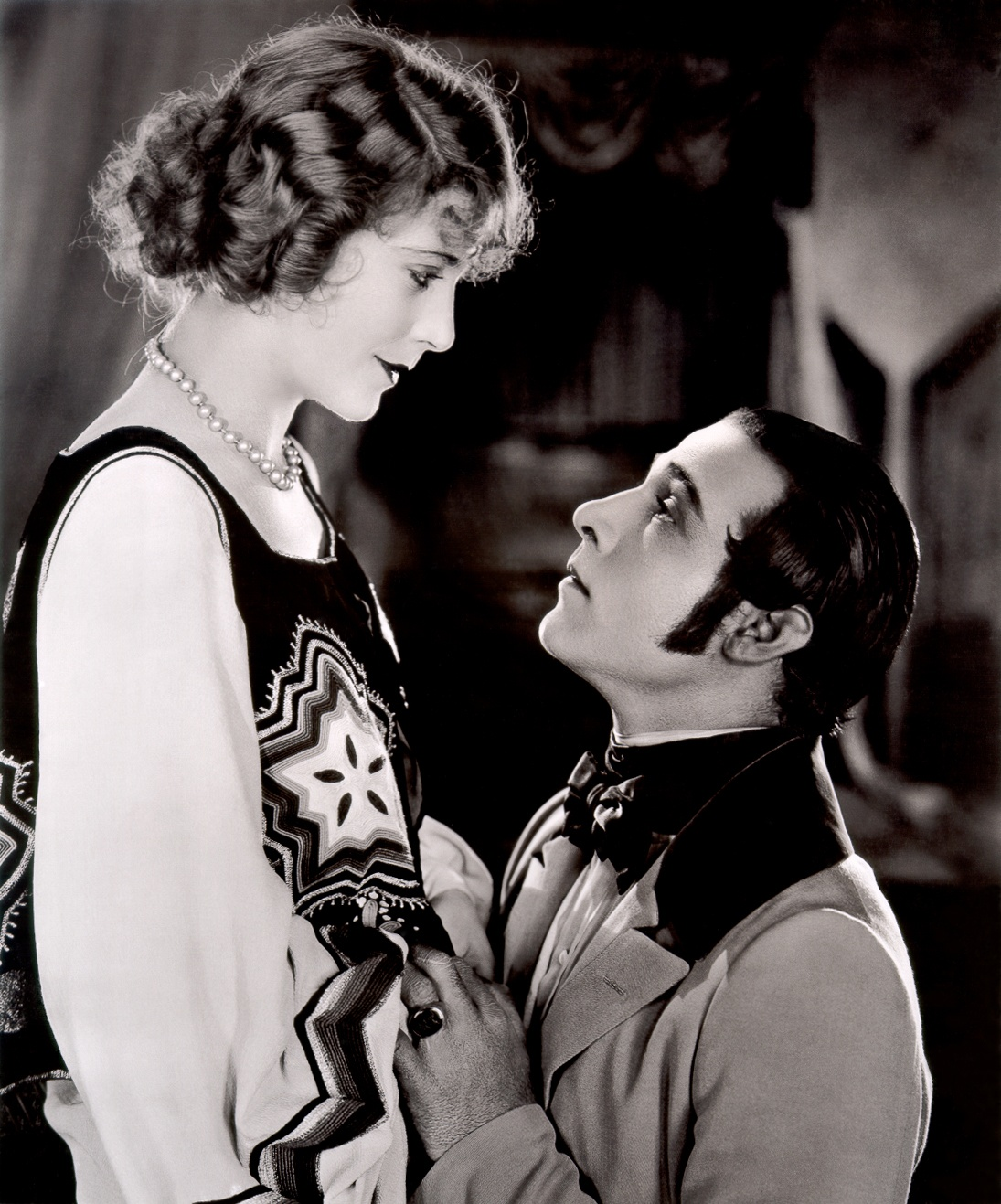
Vilma Bánky et Rudolph Valentino, dans L'Aigle noir (1925)

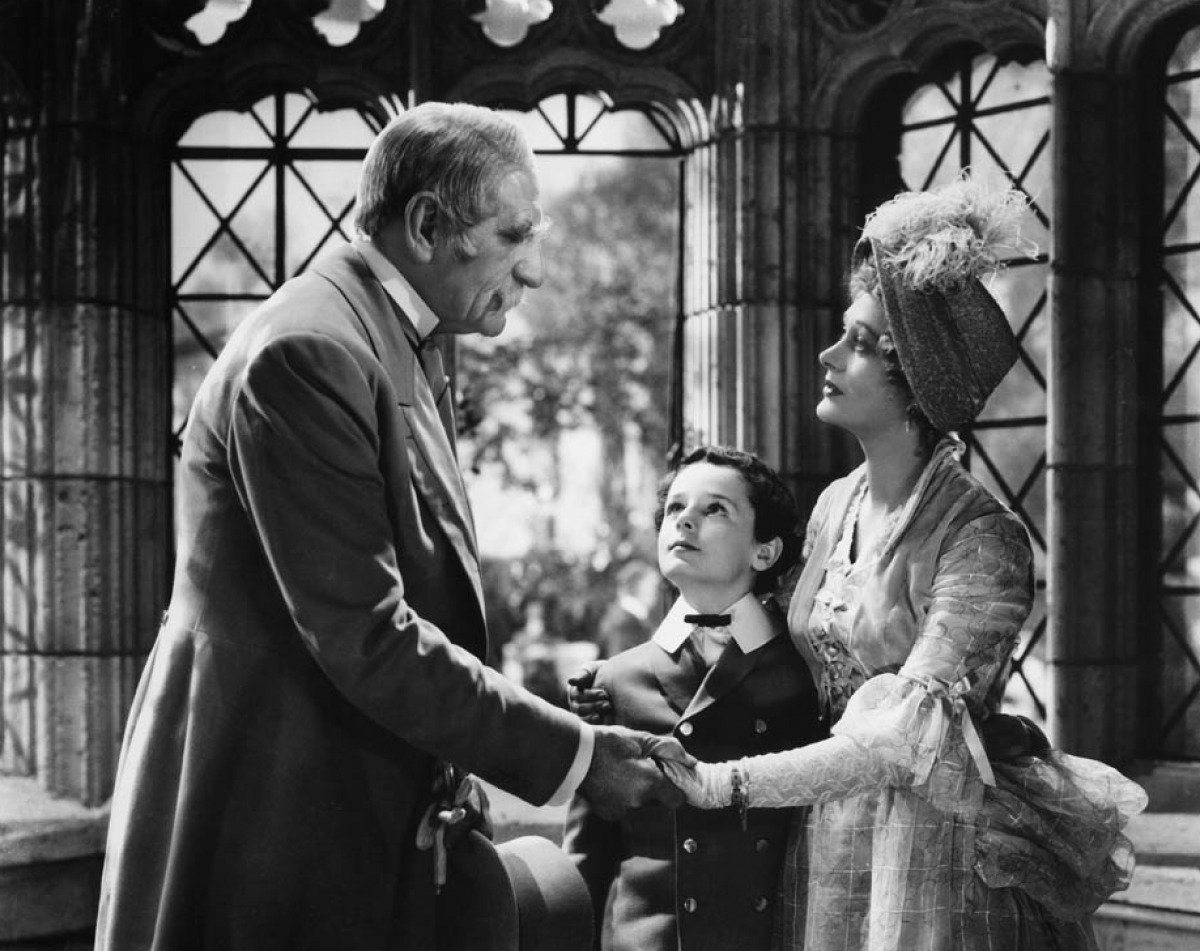
De g. à d. : C. Aubrey Smith, Freddie Bartholomew et Dolores Costello, dans Le Petit Lord Fauntleroy (1936)

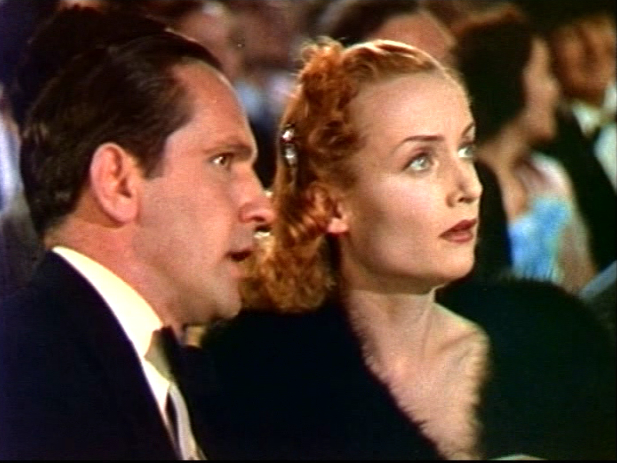
Fredric March et Carole Lombard, dans La Joyeuse Suicidée (1937)

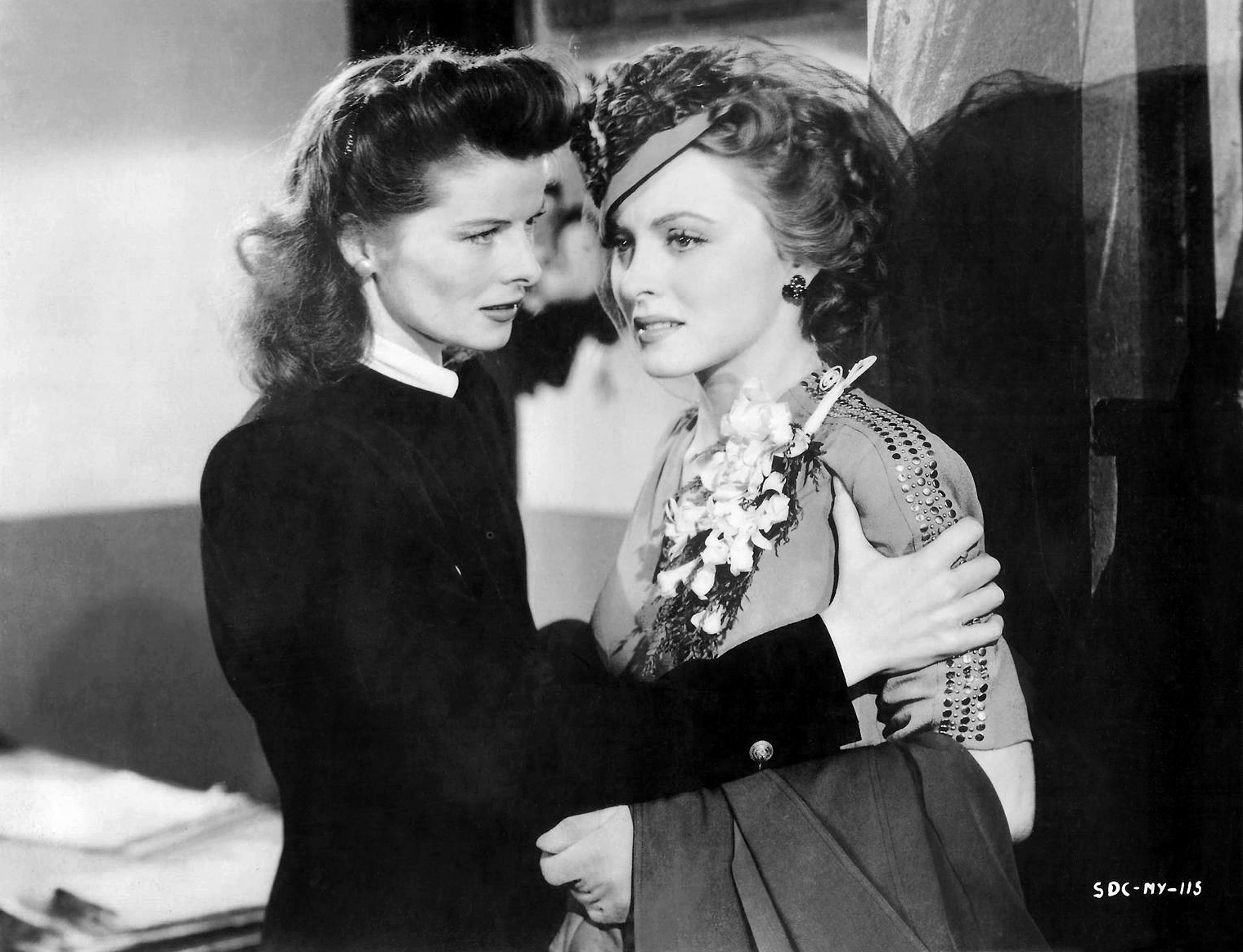
Katharine Hepburn et Cheryl Walker, dans Le Cabaret des étoiles (1943)

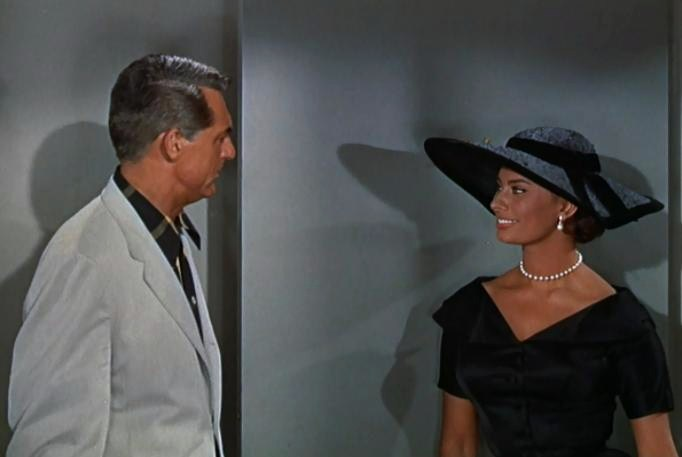
Cary Grant et Sophia Loren, dans
La Péniche du bonheur (1958)

Harold « Hal » Coleman Kern est un monteur, assistant de production et producteur américain, né le 14 juillet 1894 à Anaconda (Montana), mort le 24 février 1985 à Los Angeles (Californie).
Il est généralement crédité Hal C. Kern, parfois Hal Kern.

## Biographie
Comme monteur, Hal C. Kern travaille sur quarante-trois films américains, le premier étant Civilisation de Reginald Barker et Thomas H. Ince (avec Howard C. Hickman et Enid Markey), sorti en 1916. Fait particulier, il contribue à trois réalisations d'Alfred Hitchcock, Rebecca (1940, avec Laurence Olivier et Joan Fontaine), La Maison du docteur Edwardes (1945, avec Ingrid Bergman et Gregory Peck) et enfin Le Procès Paradine (avec Gregory Peck et Ann Todd), le dernier film qu'il monte, sorti en 1947.
Parmi ses autres films notables de cette première période, mentionnons L'Aigle noir de Clarence Brown (1925, avec Rudolph Valentino et Vilma Bánky), Une étoile est née de William A. Wellman (version de 1937, avec Janet Gaynor et Fredric March), Autant en emporte le vent de Victor Fleming (1939, avec Vivien Leigh et Clark Gable), ou encore Duel au soleil de King Vidor (1946, avec Jennifer Jones et Gregory Peck).
Dans une seconde période, Hal C. Kern est assistant de production ou producteur associé sur onze films, sortis de 1954 à 1965, dont Le Bouffon du roi de Melvin Frank et Norman Panama (1955, avec Danny Kaye et Glynis Johns ; assistant) et La Péniche du bonheur de Melville Shavelson (1958, avec Cary Grant et Sophia Loren ; associé).
Notons ici qu'il avait déjà eu une première expérience d'assistant de production sur The Bat de Roland West (1926, avec George Beranger et Emily Fitzroy), dont il assurait le montage.
Et relevons qu'il obtient trois nominations à l'Oscar du meilleur montage, dont un gagné en 1940 pour Autant en emporte le vent.

## Filmographie partielle

### Comme monteur
(sauf mention complémentaire)
- 1916 : Civilisation (Civilization) de Reginald Barker et Thomas H. Ince
- 1922 : Fleur de Lotus (The Toll of the Sea) de Chester M. Franklin
- 1923 : Brass de Sidney Franklin
- 1923 : À l'abri des lois (Within the Law) de Frank Lloyd
- 1924 : Her Night of Romance de Sidney Franklin
- 1925 : Wild Justice de Chester M. Franklin
- 1925 : L'Aigle noir (The Eagle) de Clarence Brown
- 1925 : Her Sister from Paris de Sidney Franklin
- 1926 : L'Oiseau de nuit (The Bat) de Roland West (+ assistant de production)
- 1926 : The Duchess of Buffalo de Sidney Franklin
- 1927 : L'Étrange Aventure du vagabond poète (The Beloved Rogue) d'Alan Crosland
- 1927 : Colombe (The Dove) de Roland West
- 1928 : La Femme disputée ou Soirs d'orage (The Woman Disputed) de Henry King et Sam Taylor
- 1929 : Alibi de Roland West
- 1929 : Le Signe sur la porte (The Locked Door) de George Fitzmaurice
- 1929 : Les Nuits de New York (New York Nights) de Lewis Milestone
- 1930 : Vertige (Puttin' on the Ritz) d'Edward Sloman
- 1930 : The Bat Whispers de Roland West
- 1930 : Abraham Lincoln (D. W. Griffith's Abraham Lincoln) de D. W. Griffith (conseiller au montage)
- 1930 : Pour décrocher la lune (Reaching for the Moon) d'Edmund Goulding
- 1931 : Indiscret (Indiscreet) de Leo McCarey
- 1931 : Corsair de Roland West
- 1933 : Vol de nuit (Night Flight) de Clarence Brown
- 1933 : Conflits (Hell Below) de Jack Conway
- 1936 : Le Jardin d'Allah (The Garden of Allah) de Richard Boleslawski
- 1936 : Le Petit Lord Fauntleroy (Little Lord Fauntleroy) de John Cromwell
- 1937 : Une étoile est née (A Star Is Born) de William A. Wellman
- 1937 : Le Prisonnier de Zenda (The Prisoner of Zenda) de John Cromwell
- 1937 : La Joyeuse Suicidée (Nothing Sacred) de William A. Wellman
- 1938 : La Famille sans-souci (The Young in Heart) de Richard Wallace
- 1938 : Les Aventures de Tom Sawyer (The Adventures of Tom Sawyer) de Norman Taurog
- 1939 : Le Lien sacré (Made for Each Other) de John Cromwell
- 1939 : Autant en emporte le vent (Gone with the Wind) de Victor Fleming, Sam Wood et George Cukor
- 1939 : Intermezzo (Intermezzo : A Love Story) de Gregory Ratoff
- 1940 : Rebecca d'Alfred Hitchcock
- 1943 : Le Cabaret des étoiles (Stage Door Canteen) de Frank Borzage
- 1943 : Le Triomphe de Tarzan (Tarzan Triumphs) de Wilhelm Thiele
- 1944 : Depuis ton départ (Since You Went Away) de John Cromwell
- 1944 : Étranges vacances (I'll Be Seeing You) de William Dieterle
- 1945 : La Maison du docteur Edwardes (Spellbound) d'Alfred Hitchcock
- 1946 : Duel au soleil (Duel in the Sun) de King Vidor
- 1947 : Le Procès Paradine (The Paradine Case) d'Alfred Hitchcock

### Comme assistant de production
- 1954 : Un grain de folie (Knock on Wood) de Melvin Frank et Norman Panama
- 1955 : Le Bouffon du roi (The Court Jester) de Melvin Frank et Norman Panama
- 1959 : Dans la souricière (The Trap) de Norman Panama
- 1959 : Millionnaire de cinq sous (The Five Pennies) de Melville Shavelson
- 1959 : Li'l Abner de Melvin Frank
- 1961 : La Doublure du général (On the Double) de Melville Shavelson
- 1963 : La Fille à la casquette (A New Kind of Love) de Melville Shavelson

### Comme producteur associé
- 1955 : Mes sept petits chenapans (The Seven Little Foys) de Melville Shavelson
- 1958 : La Péniche du bonheur (Houseboat) de Melville Shavelson
- 1960 : Voulez-vous pêcher avec moi ? (The Facts of Life) de Melvin Frank
- 1965 : Étranges compagnons de lit (Strange Bedfellows) de Melvin Frank

## Distinctions

### Nominations
- Oscar du meilleur montage :
  - En 1941, pour Rebecca ;
  - Et en 1945, pour Depuis ton départ (nomination partagée avec James E. Newcom).

### Récompense
- Oscar du meilleur montage en 1940, pour Autant en emporte le vent (récompense partagée avec James E. Newcom).